# Coalición Sindical Independiente de Trabajadores-Unión Profesional

La  Coalición Sindical Independiente de Trabajadores de Madrid CSIT UNIÓN PROFESIONAL (CSITUP), es un sindicato del ámbito regional de la Comunidad de Madrid que afilia a personal de organismos públicos de las distintas Administraciones, personal laboral en empresas privadas e igualmente, a trabajadores por cuenta propia. El sindicato surge el 3 de septiembre de 1990 como escisión de la organización sindical de funcionarios CSI.F en la Comunidad de Madrid, es una Organización Sindical de empleados públicos de las distintas Administraciones, que se integran de forma federativa en la estructura de CSITUP:

## Organizaciones federadas en CSITUP
- Sindicato Independiente de la Comunidad de Madrid (SICM)
- Sindicato de Bomberos de la Comunidad de Madrid (SBCM-085)
- Sindicato Independiente de Técnicos Especialistas Sanitarios (SITES)
- Sindicato Independiente de Técnicos Auxiliares de Enfermería (SIAE)
- Unión Profesional Docente (UPD)
- Sindicato Independiente de Profesionales Sanitarios y Titulados Universitarios de Madrid (SIPEM)
- Sindicato de Técnicos de Salud Pública (STPS)
- Sindicato de Agentes Forestales y Técnicos Auxiliares Medioambientales
- Sindicato de Celadores de la Sanidad Pública (SCS)
- Asociación Profesional de Médicos y Facultativos de Madrid (SIME)
- Sindicato Profesional de Agentes de Movilidad (SPAM)
- Sindicato de Trabajadores de Informática del Ayuntamiento de Madrid(STIAM)
- Funcionarios Judiciales de Madrid(FJM)